# Ampere Computing
Ampere Computing LLC是一家總部位于美國加利福尼亚州聖塔克拉拉縣的無廠半導體公司，該公司主要开发ARM架構的计算机处理器。 Ampere Computing在俄勒冈州波特兰、臺北市、北卡罗来纳州罗利、印度班加羅爾和越南胡志明市設有辦事處。
軟銀集團2025年3月20日宣佈，將以65億美元的價格收購美國半導體設計公司Ampere Computing